# Bubierca
Bubierca település Spanyolországban,  Zaragoza tartományban. Bubierca Alhama de Aragón, Ateca, Godojos és Castejón de las Armas községekkel határos. Lakosainak száma 57 fő (2024).

## Népesség
A település népessége az utóbbi években az alábbiak szerint változott:
| Lakosok száma | 108  | 92   | 90   | 82   | 84   | 76   | 66   | 66   | 60   | 57   |
|               | 2001 | 2004 | 2007 | 2009 | 2012 | 2014 | 2017 | 2019 | 2022 | 2024 |